# Dimitrij Šetelík
Dimitrij Šetelík, křtěný Dimitrij Jan (9. května 1908 Praha – 10. října 1991 Sydney, část Darlinghurst), byl český malíř a restaurátor.

## Život
Narodil se v Praze do rodiny akademického malíře Jaroslava Šetelíka. Nesporné nadání zdědil po otci, jenž byl také jeho prvním učitelem. Ve studiu pokračoval na pražské Ukrajinské malířské akademii u prof. Jana I. Kulce a později na Akademii výtvarných umění, kde se zabýval krajinomalbou u prof. O. Nejedlého a restaurátorstvím u Bohuslava Slánského. V roce 1935 se oženil s Bohumilou Proškovou.
V roce 1950 z politických důvodů emigroval a až do smrti žil v Austrálii. Pracoval jako restaurátor v Národní galerii v Sydney a ve své profesi patřil mezi světovou špičku.